# 김영휴
김영휴(1963년 5월 28일 ~ )는 대한민국의 기업인이다. 학력은 조선대학교 철학과 학사, 조선대학교 교육대학원 교육학 석사,  KAIST 미래전략대학원 미래학 석사윌

## 경력
- 2001년 ~ (현재) : 씨크릿우먼 대표이사
- 2009년 : 중소기업청 사업조정심의위원회 위원
- 2012년 : 한국여성벤처협회 대전충청지회 지회장
- 2012년 : 대중소기업 유통분야 상생협력위원회 위원
- 2014년~2019 : 대전세종 충남여성벤처협회 회장
- 2016년~(현재): 한국감성과학회 부회장
- 2014년~(현재): 서울 미래 자문위원

## 상훈
- 2002년 : 대한민국 특허기술대전 동상
- 2004년 : 우수여성기업 제품 및 발명품 선정
- 2006년 : 제12회 한국여성발명협회 우수발명제품 장려상
- 2006년 : 제41회 발명의 날 산업포장
- 2009년 : 우수 여성벤처기업인 부분 지식경제부 장관상
- 2012년 : 대한민국 발명특허대전 동상 한국무역협회 회장상

## 저서
- 《스타일을 파는 여자》(한스컨텐츠, 2007)[1]
- 《여자를 위한 사장수업》(다른상상, 2019)[2]
- 《세계 헤어웨어 이야기》(아마존북스, 2022)